# Battaglia di Tucapel

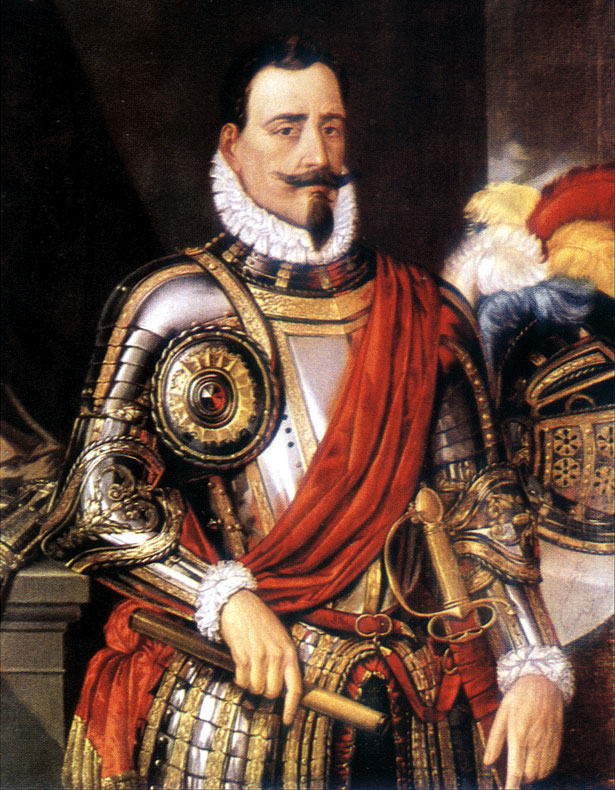
Pedro de Valdivia

Battaglia di Tucapel (nota anche come Disastro di Tucapel) è il nome dato ad una battaglia combattuta tra i conquistadores spagnoli guidati da Pedro de Valdivia e i Mapuche (Araucaniani) condotti da Lautaro, svoltasi a Tucapel, ora Cañete, Cile, il 25 dicembre 1553. Questa battaglia fece parte della prima fase della guerra di Arauco, chiamata "guerra offensiva", e caratterizzata da una grande rivolta degli Araucaniani nei confronti degli spagnoli che tentavano la conquista dell'impero Inca. Si concluse con una sconfitta degli spagnoli, la cattura e la morte di Valdivia.

## Contesto
Quella di Arauco fu una guerra su larga scala che si svolse nel territorio dell'odierno Cile, tra i conquistatori spagnoli e il popolo Mapuche che lo abitava. Pedro de Valdivia era a capo della spedizione, e fu lui a fondare le prime città in territorio cileno. Attorno al 1550 prese un Mapuche che si offrì di servirlo. Il conquistador lo battezzò Felipe Lautaro. Sotto la guida di Pedro de Valdivia, Lautaro imparò presto l'arte dell'equitazione e le tecniche militari spagnole che avrebbe poi usato nel corso della guerra. Una volta appreso il necessario tornò al proprio villaggio, decidendo di sfruttare queste conoscenze a proprio vantaggio. Contemporaneamente Pedro de Valdivia stava fondando numerosissime città, disperdendo la propria forza in tutto il territorio conquistato. Tra i forti costruiti in questa fase vi furono quelli di Tucapel e Purén.
Valdivia intraprese un viaggio per supervisionare la costruzione dei nuovi forti nell'entroterra. Lasciò Concepción nel dicembre del 1553, e si diresse a sud verso Quilacoya, dove racimolò sufficienti truppe per marciare nell'area di Arauco. Le spie Mapuche osservavano la sua colonna dalle colline, limitandosi a seguirli senza cercare lo scontro. Nel frattempo Lautaro incontrò gli uomini di Gómez de Almagro nelle vicinanze di Purén. Seppe dalle sue spie del viaggio di Valdivia, e capì che sarebbe probabilmente passato anche da Tucapel.
Valdivia era stupito dalla mancanza di novità provenienti da Tucapel, e dal fatto di non trovare resistenza sulla sua strada. Il 24 dicembre decise di andare a controllare, sperando di trovarvi le truppe di Almagro. La tranquillità, e il fatto di notare saltuariamente degli indiani in lontananza, lo fece sospettare, e inviò in avanscoperta un gruppo di cinque uomini comandati da Luis de Bobadilla, col compito di esplorare la strada e comunicare a Valdivia la posizione del nemico.

## L'attacco

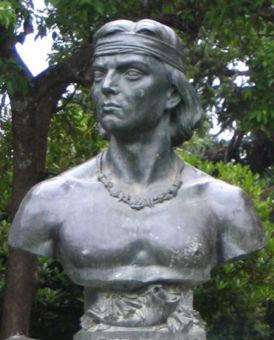
Busto di Lautaro nella piazza di Cañete

Il forte di Tucapel si trovava sopra una collina, sulla parete della catena montuosa. Nel dicembre del 1553 le forze Mapuche, guidate dal toqui Lautaro, attaccarono e distrussero il forte usando l'arte militare che Lautaro aveva appreso dagli spagnoli. Pedro de Valdivia lasciò Concepción con soli 50 soldati, inviando un messaggio a Purén chiedendo rinforzi. Il messaggero fu però intercettato dagli uomini di Lautaro.
Valdivia non ricevette informazioni dagli uomini in ricognizione, e ci mise una notte e mezza giornata per giungere a Tucapel. Il giorno di Natale partì presto in direzione del forte, arrivando nelle sue vicinanze in mezzo al completo silenzio. Lo trovò completamente distrutto. Né Gómez de Almagro né Bobadilla erano rintracciabili. Decise di accamparsi nelle rovine del forte e, mentre gli uomini iniziavano i lavori di preparazione, furono chiamati dalle foreste circostanti. In mezzo alle grida i Mapuche portarono un attacco agli spagnoli.
Essendo un soldato veterano, Valdivia ebbe il tempo di formare e armare la propria linea difensiva, e il primo assalto fu respinto. La cavalleria caricò la retroguardia dei Mapuche in ritirata, ma gli indiani erano pronti a questa evenienza e contrattaccarono con le lance. Dimostrando grande valore gli spagnoli riuscirono comunque a spingere gli indiani nella foresta, e assaporarono la temporanea vittoria.
Un secondo squadrone di Mapuche attaccò, stavolta armati di mazze e fionde, oltre che di lance, con cui sconfissero i caballeros spagnoli, che fuggirono non appena appiedati. Gli spagnoli riuscirono a fuggire, ma lasciando molti morti sul campo. A questo punto apparve un terzo gruppo di indiani, stavolta guidati dallo stesso Lautaro.
Valdivia era a conoscenza del fatto che la situazione era disperata, a causa delle perdite subite e della stanchezza che colpiva gli uomini, e radunò tutti i soldati disponibili guidandoli verso la battaglia. Già la metà degli spagnoli era caduta in battaglia, e il numero degli ausiliari indiani era nettamente ridimensionato. Valdivia, capendo che la battaglia era persa, ordinò la ritirata, ma lo stesso Lautaro aggirò il fianco spagnolo decidendone il destino. Gli indiani assalirono ogni spagnolo e solo Valdivia e il chierico Pozo, che cavalcavano i cavalli migliori, furono in grado di fuggire. Non appena giunti alla palude si impantanarono, e i Mapuche li catturarono.

## La morte di Valdivia
Secondo Jerónimo de Vivar, il toqui Caupolicán ordinò personalmente l'esecuzione di Valdivia, che fu ucciso con una lancia. La sua testa e quelle di altri due spagnoli furono così in seguito esibite. Alonso de Góngora Marmolejo dice che Valdivia offrì un riscatto in cambio della propria vita, oltre alla promessa di abbandonare tutti i campi spagnoli e donargli numerosi animali, ma la proposta fu respinta dai Mapuche che gli tagliarono gli avambracci, li arrostirono e li mangiarono davanti a lui prima di ucciderlo assieme al religioso. Anche Pedro Mariño de Lobera scrisse che Valdivia promise di abbandonare il territorio Mapuche, ma fu subito ucciso da un guerriero chiamato Pilmaiquen con una grande clava, dato che gli indios non credevano alle sue parole. Inoltre Lobera riporta una storia comune nel Cile del tempo, secondo la quale Valdivia sarebbe stato ucciso dandogli l'oro che gli spagnoli tanto desideravano; per la precisione l'oro fu fuso e fatto bere a Valdivia. Secondo una leggenda nata in tempi successivi, Lautaro portò Valdivia al campo dei Mapuche uccidendolo dopo tre giorni di tortura, togliendogli il cuore ancora pulsante e mangiandolo assieme ad altri capi Mapuche.
Dopo la battaglia, Caupolicán andò ad assediare la città di Valdivia, dove si trovavano i pochi spagnoli rimasti nel sud. Lautaro osservò le forze spagnole di Concepción, centro del potere spagnolo in Cile meridionale. Per qualche tempo gli spagnoli furono in rotta, dato che l'ereditarietà del titolo di governatore fu contesa da tre uomini.